# Тюльпан

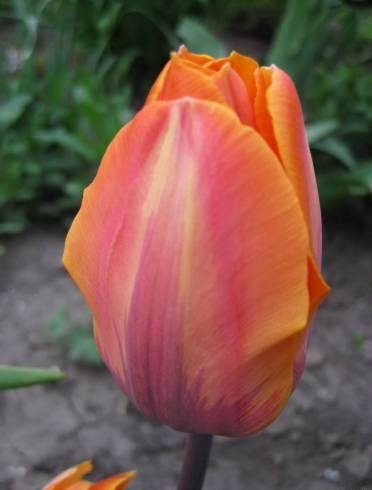
Тюльпан сорту Princess Irene, вирощений на приватному господарстві «Кarma Wervershoof», Нідердланди

Тюльпа́н (Tulipa) — рід багаторічних рослин із родини лілієвих. Численні види походять із Центральної Азії, Кавказу, Криму, Малої Азії, півдня Афганістану, Кашміру, Ірану, Іраку, Сирії, Палестини. У Західній Європі у дикому стані тюльпани зростають на Балканах, Піренеях, в Італії, на півдні Франції. На території України тюльпани трапляються у степовій зоні та серед скель Кримських гір, більшість з них є вразливими та зникаючими рослинами. Зокрема до Червоної книги України занесені такі види: тюльпан змієлистий, Шренка, скіфський, двоквітковий, бузький, дібровний, гранітний. Більшість культурних сортів походить від центральноазійських видів.

## Опис
Тюльпан — трав'янистий цибулинний багаторічник. Висота рослин коливається залежно від виду і сорту від 10-20 до 65-100 см.
Коренева система складається із щорічно відмираючого додаткового коріння, розташованого на підковоподібній нижній частині донця. У молодих цибулин (до першого цвітіння) формуються столони — порожнисті структури, на дні яких розташована дочірня цибулина. Зазвичай столони ростуть вертикально вниз, рідше вбік.
Стебло представлене трьома формами: денце, столон і генеративний пагін, що несе квітки і листя. Стебло прямостояче, циліндричне, заввишки від 5-20 до 85-100 см
Листки подовжено-ланцетні, зелені або сизуваті, з гладкими або хвилястими краями і легким восковим нальотом. Жилкування дугове. Нижній листок найбільший, верхній, так званий прапор-лист — найменший. У тюльпанів Кауфмана, Грейга, Tulipa micheliana та їхніх садових форм верхній бік листя прикрашений фіолетово-бурими, пурпуровими цятками або штрихами, смугами, що надає рослинам особливу декоративність. У дорослої квітучої рослини зазвичай 2-4(5) листів, які розташовані в нижній частині стебла. У молодих рослин (до першого цвітіння) єдиний лист розвивається до кінця вегетації. Зачатки листя закладаються в заміщуваній цибулині дорослої рослини в період вегетації, а зростання триває в наступному сезоні.
Квітка зазвичай одна, але є багатоквіткові види (Tulipa praenstas, Tulipa turkestanica) і сорти від них, на квітконосі яких 3-5 квіток і більше. Квітка правильна, двостатева, оцвітина з шести вільних листочків, тичинок шість, з подовженими пиляками; товкачик з верхньою тригнізною зав'яззю, коротким стовпчиком і трилопатевим рильцем. Квітки видових тюльпанів частіше червоні, жовті, рідше білі. Забарвлення сортових тюльпанів найрізноманітніше: від чисто-білої, жовтої, червоної, пурпурової, фіолетової і майже чорної до поєднання двох, трьох або декількох барв. Часто основа пелюсток забарвлена в інший колір, що відрізняється від основного, що утворює так зване «дно» квітки. Форма квітки теж різноманітна: келихоподібна, чашоподібна, овальна, лілієподібна, махрова (піоноподібна), бахромова, зірчаста. Квітки великі, завдовжки до 12 см, діаметром від 3 до 10 см, а в повному розкритті у видових тюльпанів до 20 см. Квітки тюльпанів широко розкриваються на сонці і закриваються вночі і в похмуру погоду.
Плід — багатонасінна тригранна коробочка. Насіння плоске, трикутне, коричнево-жовте, розташоване горизонтально у два ряди в кожному гнізді коробочки.

## Екологія
За ритмом сезонного розвитку тюльпани належать до весняних ефемероїдів. Їхнє зростання і розвиток триває 80-120 днів: з початку квітня і до кінця червня, коли засихає наземна частина. Вегетація тюльпанів починається з відростанням листя у квітні, відразу після танення снігу. Цвітіння настає в середньому через 20-30 днів після початку вегетації. Тюльпани, що є типовими ефемероїдами, дуже чутливі до температури, менше до вологи і майже невибагливі до інших чинників, що впливають на зростання і розвиток рослин.
Тривалість цвітіння залежить від температури повітря. У більшості рослин вона становить 12-14 днів. В період цвітіння при тривалій дії температури понад 25 °C у тюльпанів спостерігається різке скорочення вегетації, йде відмирання квітконосного пагона і обкоркування зовнішньої луски у замінних цибулин. За нормальних температурних умов від кінця цвітіння до закінчення вегетації проходить 4-5 тижнів.
Стебло, квітка, листя і коріння — однорічні, тобто живуть одну вегетацію. Цибулина, на відміну від них, — 2,5 року, протягом цього часу формується її зміна — замінна, дочірня цибулина, а також дещо дрібніших цибулинок — діток. Розмножується тюльпан, окрім насіння, ще цибулинками — дітками, що розвиваються при основі стебел у землі.

## Історія культури

### Азійська батьківщина
Батьківщиною тюльпану є передгір'я Тянь-Шаню. Серед таджиків, існує щорічне свято тюльпанів Сайри лола. Тепер важко встановити, які види стали предками перших окультурених рослин, але, можливо, це були дикорослі тюльпани садовий і Шренка поширені в Малій та Середній Азії.
На захід тюльпан поширився одночасно з розселенням тюркських племен, які його називали (і досі називають) «лале», або ж «лоле». Ім'я Лале досі є найпопулярнішим жіночим ім'ям в країнах Сходу. До Причорномор'я ці квітки швидше за все принесли з собою булгари, до Персії, а звідти й до Сирії та Анатолії — турки-сельджуки. Деякі угорські дослідники стверджують, що Європу з тюльпанами познайомили кочовики-мадяри.

### Поширення в мусульманському світі
Принаймні з X сторіччя з тюльпаном були знайомі в мусульманському світі. Про нього згадували Омар Хаям, Нізамі, Джелаладдін Румі, Сааді, Хафіз. Для персів тюльпан став «квіткою життя і кохання» — в поемі Нізамі він виростав з крапель крові Фархада, що наклав на себе руки, почувши про загибель коханої Ширін.
В мусульманській Іспанії з кінця XI сторіччя були відомі квітки під назвами «македонська цибулина» та «відерцевий нарцис». Деякі з сучасних дослідників вважають, що так іменували лісові тюльпани, і зараз поширені на Піренейському півострові та у Магрибі. Проте насправді так могли називати й якійсь з видів нарцисів, або лілей.
В Анатолії зображення тюльпану зустрічаються з XI сторіччя. На межі з християнським світом тюльпан символом ісламу — завдяки співзвучності назви «лале» з іменем Аллаха. З часом своєю емблемою тюльпан зробили володарі Османської держави. Віршами з Корану та тюльпанами був прикрашений, скажімо, одяг османського султана Баязида I. Мехмед II наказав засадити тюльпанами пустоші в Константинополі, здобутому османами в 1453 році. В Мехмеда II лише в столиці було дванадцять квіткових садів і доглядали їх більше дев'ятисот садівників.
Засновник Імперії Великих Моголів Бабур згадував тридцять три різновиди тюльпани. В своїх індійських володіннях Бабур наказав розбивати сади, в яких вирощували рослини з його середньоазійської батьківщини, зокрема й тюльпани.

### Перші тюльпани в Європі
Португальці з тюльпаном були знайомі з цією квіткою вже в 1530 році. Швидше за все йшлося про лісові тюльпани з Магрибу або ж Гранади. Європейцям поза Піренейським півостровом вони в ті часи були невідомі.
Більшість європейців про тюльпани дізналися завдяки посольству, відправленого імператором Священної Римської імперії Карлом V до двору османського султана Сулеймана Пишного в 1555 році. Очолював його видатний дипломат Ож'є Гіслен де Бусбек. Він був вражений полями тюльпанів, що зустрічилися на шляху його посольства, і, за легендою, привіз цибулини цих рослин (разом із бузком і гіркокаштаном) до Відня, де їх висадили в місцевому ботанічному саду.
Кілька квіток потрапили також до аугсбурзької резиденції Фуггерів — завдяки Гансу Дерншваму, який перебував у складі посольства Бусбека. В Аугсбурзі тюльпан в 1559 році побачив і описав (першим з європейських ботаніків) швейцарець Конрад Геснер. Завдяки Геснеру квітки й отримали ім'я тюльпанів — за схожість із турецькими тюрбанами.
Фламандський ботанік Карл Клузіус згадував курйозний випадок, коли один з нідерландських комерсантів отримав в 1570 році пакунок з цибулинами тюльпану і, не знаючи, що це, намагався засмажити їх як цибулю або часник.
В 1593 році Клузіус привіз тюльпани з Відня до Лейдена і започаткував їхнє вирощування в місцевому ботанічному саду.
У Франції моду на тюльпани запровадив Людовік XIII. Під час його весілля з Анною Австрійською у 1615 році вони стали головною прикрасою свята — замість традиційних лілей. Французькі садівники повністю задовольнити попит не могли, тому тюльпани надалі завозили з Нідерландів, клімат яких виявився дуже сприятливим для їхнього вирощування.

### Тюльпани в Голландії. Тюльпаноманія
У Нідерландах перші садові тюльпани з'явилися 1570 року, коли Шарль де Леклюз на запрошення приїхав працювати в Голландію і разом з іншими рослинами захопив цибулини тюльпанів. Це стало початком шаленого захоплення тюльпанами цілого народу. Це захоплення голландців називають тюльпаноманією. За рідкісні екземпляри цієї квітки платили від 2 000 до 4 000 флорінів; існує розповідь про один екземпляр, за який покупець віддав цілу пивну в 30 000 флорінів. Ціни встановлювалися на харлемській біржі, де тюльпани стали предметом спекуляції. На початку XVII століття протягом трьох років було здійснено угод на тюльпани більш ніж на 10 млн флорінів. Багато промисловців кидали своє виробництво і бралися за розведення тюльпанів. В результаті відбувалися крахи, гинули стани і уряд вимушений був прийняти заходи проти цієї манії. І в суспільстві надмірне захоплення породило реакцію; з'явилися особи, що не переносили байдуже виду тюльпанів і що винищували їх нещадно. Остаточно припинилася ця манія, коли стали поширюватися англійські сади і різні нові квіти. Нині в Голландії можна насолодитися тюльпанами в парку Кекенхоф.

### Тюльпановий бум в Османській імперії
Селім II віддав розпорядження привезти з Сирії за один раз 50 тисяч цибулин тюльпану певного виду, а також замовив для свого столичного палацу 300 тисяч цибулин найкращих тюльпанів з кримської Кафи. Щоб уникнути спекуляцій, Селім II вперше почав регулювати і ціни на цибулини.
Султан Мехмед IV Мисливець намагався впорядкувати численні сорти тюльпанів, які вирощували в його володіннях. Правління сина Мехмеда IV, Ахмеда III увійшло до історії під назвою «доба тюльпанів». Зовнішній вигляд квіток, якими насолоджувався Ахмед III, зберіг альбом, створений у 1725 році. Після усунення цього султана від влади тюльпан поступився популярністю в Османській імперії іншим квіткам.

### XVII—XIX сторіччя
Відомо, що Людовік XIV влаштовував фестивалі, під час яких садівники змагалися в майстерності виводити нові сорти. В колекції бранденбурзького курфюрста Фрідріха-Вільгельма було аж 216 сортів тюльпанів.
В XVIII сторіччі продовжували виводити нові сорти тюльпанів. В в саду баден-дурлахського маркграфа Карла III Вільгельма в Карлсруе нараховували щонайменше 2 з половиною тисячі різновидів цієї квітки. Фрідріх Фердинанд, граф князівства Паппенгайм, довів їхню кількість до 5 тисяч.
Потужний удар по вирощуванню тюльпанів завдали Велика французька революція і Наполеонівські війни. Садівники позбулися найзаможніших і наприскіпливіших замовників. За доби Реставрації та загальноєвропейської реакції тюльпану вдалося трохи відвоювати свої позиції. Його шанувальниками були французький король Людовік XVIII і австрійський цісар Франц II. В Британії виник справжній рух «англійських флористів», що плекали мистецтво вирощування тюльпанів традиційних сортів.

### XX—XXI сторіччя
З початком індустріалізації мистецтво вирощування тюльпанів для потреб вузького кола поціновувачів поступилося місцем "конвейерному "виробництву квітів для масового споживача. Коли з'ясувалося, що строкатість кольорів є наслідком зараження тюльпанів вірусом, квіткарі вирішили, що краще не наражати на небезпеку інші рослини. Натомість з'явилися й цілком нові сорти — зокрема оксамитові і бахромчасті. Проте загальна кількість різновидів тюльпанів скоротилася майже вдвічі — знову ж таки на користь популярніших масових сортів.
Під час Другої світової війни члени голландської королівської родини змушені були залишити окуповані нацистами Нідерланди та знайшли притулок у Канаді. Із вдячністю за допомогу і на знак пам'яті про канадців, які віддали свої життя за звільнення їхньої батьківщини, голландці подарували після війни цій державі 100 тисяч цибулин тюльпанів. Так Канада перетворилася на одного з провідних виробників цих квіток, а з 1953 року в Оттаві відбувається найбільший в світі тюльпановий фестиваль.
На початку XXI сторіччя тюльпан перетворився на символ революції в Киргизстані.

## Історія вивчення
Вивчати дикорослі тюльпани в місцях їх природного зростання почали в XV столітті. У Греції, Італії і на півдні Франції виявлені тюльпан Дідьє (Tulipa didieri) і тюльпан зеленоквітковий (Tulipa viridiflora). Від них пішли оригінальні лілієцвітні тюльпани. У 1571 році перший опис садових тюльпанів зробив швейцарський ботанік К. Геснер. Пізніше, в 1773 році, садові тюльпани на його честь були об'єднані К. Ліннеєм під збірною назвою Тюльпан садовий.
Широке культивування диких видів почалося услід за відкриттям і вивченням їх в природі на початку XVIII століття. Проте справжня селекційна робота з тюльпанами почалася лише наприкінці XIX століття. Величезна роль в цьому належить директорові Петербурзького ботанічного саду У. Л. Регелю (1815—1892). Зі своїх поїздок Центральною Азією він привіз до Петербургу багато видів і описав їх в книзі «Флора садів». Завдяки йому види середньоазіатських тюльпанів уперше потрапили в Голландію, Англію, Францію, Німеччину і Америку, де звернули на себе увагу селекціонерів, ставши пращурами більшості сучасних сортів.

## Класифікація культурних тюльпанів
Відповідно до Міжнародного реєстру найменувань тюльпанів, прийнятого в Голландії в 1981 році, сучасна Єдина класифікаційна система тюльпанів розділена на 4 групи (залежно від термінів цвітіння), що включає 15 класів:
I група — ранньоквітучі
Клас 1. Прості ранні тюльпани — виникли в результаті відбору високорослих рослин  з першого класу європейських тюльпанів Дюк ван Толь. Для сортів цього класу характерними ознаками є ранні строки цвітіння, здатність до вигонки в січні-лютому місяцях, висота рослин 25 см, квітки відносно теплих відтінків (жовті та червоні), чашоподібної або овальної форми. До класу відносяться більше 150 сортів, таких як Брілліант Стар, Крістмас Марвел, Кайзерскрон, Хедлі та інші.
Клас 2.  Махрові ранні тюльпани - характеризується відносно невисокими рослинами 15-25 см з махровими квітками  теплих відтінків з низьким, як правило, коефіцієнтом розмноження. Використовуються для вигонки в горщиках, для ландшафтного оформлення. Всього нараховується 124 сорти, серед яких Карлтон, Мурильйо максіма, Данте, Електра, Етна, Хітуна.
 II група — середньоквітучі
Клас 3. Тріумф-тюльпани — виникли від схрещування Дарвінових тюльпанів з Простими ранніми, а також з Брідерами і Котедж. Рослини цього класу є більш високорослими ніж Прості ранні, але цвітіння в них відбувається на кілька днів пізніше. Відрізняються відносно великою келихоподібною квіткою, більшою висотою (40 см), здатністю до вигонки в середні і пізні строки. Відомо близько 520 сортів. Сюди відносяться сорти Альбурі, Бандунг, Бліцард, Лакі Страйк, Корнефорос, Пілес Пінк, Фіделіо та інші.
Клас 4. Дарвінови гібриди — включає 92 сорти, які відіграють велику роль в промисловому вирощуванні. Сорти Апельдорн, Голден Апельдорн очолюють список десяти найбільш вирощуваних сортів в Голландії (12,1 %  і 7,2 % займаної під тюльпанами площі). Характерними ознаками класу є: великий габітус всіх частин рослини, пружність листя, відносно ранні строки цвітіння, здатність до вигонки. Квітки переважно червоних тонів, інколи жовтих, кремових, двокольорових. Крім названих відомі такі  сорти як Джевел оф Спрінг, Ерік  Хофсьє, Голланд Глорі, Тендер Бьюті, Конінгін Вільгельмін та інші.
III
група — пізньоквітучі
Клас 5. Прості пізні тюльпани — характерними ознаками є високорослість рослин (60 см- і вище), квітки келихоподібної форми, обов'язково з квадратною основою і широкими закругленими пелюстками. Мають високий коефіцієнт розмноження. Забарвлення різноманітне. Широко використовуються сорти Діксіс Фейворіт, Деметр, Моуст Майлз, Світ Хармоні, Мунстрак, Едванс та інші.
Клас 6. Лілієквітні тюльпани — характерною рисою  сортів цього класу є витончена видовжена квітка з відігнутими  і загостреними на кінцях пелюстками. До класу відносять 63 сорти, до яких відносять Алладін, Марієтта, Ред Шайн, Уайт Тріумфатор, Жаклін та інші.
Клас 7. Бахромчаті тюльпани — характерноюознакою є наявність бахроми на краях листочків оцвітини. Походження бахроми пов'язане з мутаційним процесом, крім цього, ознака успадковується при схрещуванні бахромчастих тюльпанів з сортами інших класів. Вього зареєстровано 50 сортів. Найвідомішими є Бургунді Лейс, Мая, Нью Лук, Уінгс, Фрінжид Бьюті, Фрінджид Апельдорн.
Клас 8. Зеленоколірні тюльпани —  виникли від дикорослого виду T. viridiflora, завдяки якому його сорти-гібриди мають екзотичний вигляд: зелена спинка листочків оцвітини в кольоровій облямівці — рожевій (Артист, Ґренландія), білій
(Коот Леді), червонуватій (Голлівуд), жовтій (Самурай).  Клас включає 33 сорти.
Клас 9. Рембрандт-тюльпани — об'єднує сорти зі строкатим забарвленням, незалежно від їхнього походження. До групи відносять 38 сортів.
Клас 10. Папужні  тюльпани — мають великі широко відкриті квітки з глибоко порізаними краями пелюсток переважно трьох кольорів: жовтого, червоного і зеленого. Висота рослин 40-, пізньоквітучі. До класу відносять 74 сорти, серед яких Блек Перрот, Ориндж Фейворіт, Тексас Голд, Тексас Флейм, Фарадей.
Клас 11. Махрові пізні тюльпани — сучасні сорти відрізняються квіткою півонієподібної форми, міцним високим квітконосом(45-).Відомими  сортами є Маунт Текома, Бонанза, Ніцца, Ерос.
IV група — види тюльпанів і їх гібриди
Клас 12. Тюльпан Кауфмана, його різновиди і гібриди — сюди відносяться сорти-клони від тюльпана Кауфмана, а також його гібриди з тюльпанами Грейга, Фостера та іншими видами. Висота рослин 12-. Квітки великі, келихоподібної форми. Забарвлення різноманітне. Деякі сорти погано розмножуються. Відмінною рисою є ранньоквітучість, зимостійкість і стійкість до більшості вірусних хвороб. Найбільш відомими сортами є Анцілла, Белліні, Дуплоза, Корона, Скарліт Бейбі, Шекспір.
Клас 13. Тюльпан Фостера, його різновиди і гібриди — включає в себе сорти-клони і гібриди тюльпана Фостера с іншими видами і сортами видів садових тюльпанів (Дарвінових, Тріумф, Мендель). Забарвлення квітки переважно червоного кольору, інколи жовте або рожеве.  Форма квітки подібна до Дарвінових гібридів. Зареєстровано 77 сортів, серед яких Істер Глорі, Істер Парад, Данс, Тулон, Хонороуз, Юромаст.
Клас 14. Тюльпан Грейга, його різновиди і гібриди — сорти відрізняються міцним листям, великими оцвітинами яскравого кольору і відігнутими назовні широкими пелюстками. До класу нараховують 205 сортів, у тому числі Донна Белла, Ред Рідінг Гуд, Рокері Мастер, Маргарет Гербст.
Клас 15. Дикорослі види тюльпанів, їх різновиди і гібриди — клас охоплює всі коли-небудь інтродуковані види тюльпанів, їх різновиди та сорти, що мають габітус диких тюльпанів. Це переважно ранньоквітучі, невисокі рослини придатні до вирощування на альпінаріях, скельних садах.  Деякі види і різновиди використовуються в селекції.

## Агротехніка
Тюльпани відрізняються коротким періодом активного росту. У середньому він складає 90 — 110 днів. За цей час рослина не тільки формує стебло і квітку, але й формує цибулину. Майбутній розмір цибулини і наявність в ній поживних елементів залежить від життєдіяльності коренів в період інтенсивного росту, а також від механічного і гранулометричного складу ґрунту, ступені його зволоженості.
Підготовка до садіння. При виборі ділянки треба пам'ятати про біологічні особливості тюльпанів. Ділянка має бути відносно рівною, тому що в весняно-осінній період в западинах може застоюватись вода, що може призвести до гниття цибулин або в подальшому до вимерзання.
Ділянка має бути добре освітленою. Нестача світла може призвести до витягування та викривлення стебел, рослини втрачають декоративність, цибулини не досягають нормальних розмірів, вироджуються.
Ділянка має бути захищена від дії сильних та холодних вітрів, що скорочують період цвітіння та викликають ламкість рослин.
Успіх вирощування тюльпанів в багато чому залежить від ґрунтово-кліматичних умов. Це рослини помірного клімату, не вимогливі до складу ґрунту.  Найкращими є лесовидні суглинки.  Кислі ґрунти годяться тільки після вапнування. Важкі глинисті ґрунти можна поліпшити внесенням великої кількості піску. Корисно додати в землю торф, компост і гнойовий перегній 2 — або 3-річної витримки. Свіжий гній застосовувати не можна ні перед посадкою, ні в підгодівлях, ні для мульчування — це часто призводить до опіку коренів і грибних захворювань, ліквідувати які вдається тільки за допомогою великих доз фунгіцидів, небезпечних як для здоров'я людей, так і для навколишнього середовища. У зв'язку з тим, що тюльпани дуже чутливі до надмірного зволоження, необхідний гарний дренаж ділянок і полів, щоб у весняні і осінні
місяці на них не було застою води. Надмірне зволоження веде до ушкоджень кореневої системи, яка характеризується незначним числом коренів і відсутністю кореневих волосків. В умовах перезволоження коріння гинуть через нестачу кисню, і врожай цибулин різко скорочується. Для обробітку придатні ділянки, де немає, паводкових і дощових вод. При підготовці ділянок слід вносити
річковий пісок і торф з рН-6 ,5-7, 0. Ґрунт повинен добре пропускати вологу і надлишок її має легко видалятися. Вирощування тюльпанів на легких ґрунтах значно скорочує витрати праці на посадку і прибирання цибулин. Ґрунт обробляють на глибину до, що сприяє оптимальному розвитку кореневої системи. Тому поступово, протягом кількох років, глибину оранки доводять до. Для запобігання зараження рослин грибними та бактеріальними захворюваннями тюльпани вирощують у сівозміні, повертаючи їх на колишнє місце не раніше ніж через 5-6
років.
Удобрення. При підготовці ділянки основні добрива (азоту, фосфору, калію) вносять під пар або під попередню культуру. Точну кількість добрив розраховують за даними аналізу ґрунту. 
Надмірно високі дози мінеральних добрив можуть призвести до засолення ґрунту, погіршення його структури, що негативно впливає на розвиток рослин. На малоструктурних землях для поліпшення структури ґрунту рекомендується за три роки до посадки тюльпанів вносити органічні добрива (150—200 т/га) у вигляді гною, компостів та ін. Оптимальним вмістом основних елементів живлення вважають наявність у ґрунті 80-90 мг фосфору, 9-12 мг азоту і 120—130 мг калію на повітряно-сухого ґрунту. При нестачі елементів живлення відсутню кількість вносять  з розрахунку обсягу ґрунту на глибину орного горизонту з урахуванням його механічного складу. Якщо добрива вносять без попереднього аналізу ґрунту, то потрібно враховувати їх кількість, внесену в попередні роки. Якщо попередники удобрювали інтенсивно, то дози фосфорних і калійних добрив зменшують. Якщо при підготовці ґрунту були використані органічні добрива, то мінеральні добрива вносять в меншій кількості. На супіщаних ґрунтах мінеральні добрива вносять раніше, ніж на піщаних. При внесенні добрив враховують, що після посадки восени частина їх вимивається дощами (більш інтенсивно на легких ґрунтах), а частина елементів перетворюється на малодоступну для рослин форму і залишається невикористаною. Для підживлення через місяць після посадки цибулин проводять повторний аналіз та за нестачі окремих елементів вносять їх у вигляді підгодівлі восени або навесні ще по снігу.
Посадковий матеріал. У період росту особливу увагу приділяють вибракуванню хворих і потворних рослин. Екземпляри, що відстають у рості (зазвичай хворі), видаляють. Це відіграє значну роль, тому що одна хвора цибулина при посадці може заразити інші. В період зберігання цибулини сортують за розмірами. Висаджують цибулини за розміром. Це дає можливість здійснювати механічну обробку рослин в період вегетації та в збиральний період. Цибулини протруюють розчином ТМТД (0,4-0,6 %) протягом 15-20 хвилин. Також можна використовувати Фундазол (0,2 %), Топсін-М
(0,2 %), Каптан (1 %) протягом 30 хвилин. Ґрунт можна обробити формаліном за 10-20 діб до висадки цибулин з нормою 250 мл 40%-го формаліну. Після обробки ґрунт рекомендують мульчувати або накрити плівкою.
Посадка. Цибулини висаджують в добре зволожений ґрунт восени при температурі 6-. Для укорінення цибулин необхідно 15-20 днів, тому необхідно звернути увагу на те щоб рослини добре укорінились до настання перших заморозків. При настанні перших заморозків рекомендовано проводити мульчування ґрунту. Небажано вирощувати тюльпани на одній ділянці більше  4-5 років, тому що це сприяє нагромадженню в ґрунті хвороб і шкідників.
Догляд за тюльпанами. При появі перших проростків
проводять уважний огляд. Рослини з ознаками хвороби або ті, що мають відхилення в рості і розвитку видалять разом з грудкою землі. До кінця танення снігу
проводять перше підживлення (NPK в розрахунку 1:2:1 або 2:2:1, що залежить від вмісту азоту в ґрунті та передпосадкового обробітку). Друге підживлення проводять в період бутонізації, третє — під час масового цвітіння калієм і фосфором (з
розрахунку 1:1 по 30-35 г/м2). В період цвітіння проводять достовірність сортової колекції. Для цього зіставляють декоративні ознаки квітучих тюльпанів з описами, наявними в довідниках. У сумнівних випадках рослину краще видалити з ділянки, щоб попередити сортове засмічення колекції.
У господарствах, де тюльпани вирощують для отримання посадкового матеріалу застосовують декапітацію рослин — на початку цвітіння обламують квіткові головки. Своєчасне видалення квіток зберігає запаси поживних речовин у цибулинах і підвищує їхню врожайність. Зламані квіти треба прибирати з ділянки, так як вони можуть стати джерелом зараження ґрунту сірою гниллю та іншими хворобами.
Викопування цибулин. Голландські фахівці вважають, що слід викопувати тюльпани тоді, коли зовнішня луска стає світло-коричневою, але ще не висихає повністю. У цей період цибулини більш стійкі до фузаріозу. Цибулини викопують і складають у скриньки. Цибулини повинні лежати не щільним шаром, а так щоб було забезпечено їх добре провітрювання. На 1-2 доби скриньки з цибулинами залишають на відкритому повітрі в затінених місцях. Потім землю, відмерлі старі коріння і луски видаляють, сортують цибулини і поміщають у сховище.
Зберігання цибулин. У виробничих умовах існують спеціальні сховища, де підтримується необхідна температура, вологість і вентиляція повітря. Протягом перших 25-30 днів вологість має бути не більше 70 %. Необхідно інтенсивне провітрювання (10-15 разів на годину). Це запобігає появі плісняви і загнивання цибулин. Приміщення, де зберігаються цибулини, не повинно мати денних джерел світла.
Вигонка тюльпанів.  Для вирощування в теплиці важливий етап підготовки цибулин. Після викопування рослина переживає 3 періоди розвитку: спокій, укорінення цибулин і активну вегетацію. Перший тиждень після викопування їх потрібно зберігати при звичайній температурі (до 33°С), але пізніше потрібна більш низька температура — близько 17°С. До посадки цибулини потрібно зберігати при температурі не вище 12°С.
Субстратом для посадки цибулин може служити: чистий річковий пісок (саме їм користуються голландські квітникарі), торф, суміш річкового піску і торфу, вермикуліт, перліт, суміш річкового піску і садової землі. Субстрат повинен мати нейтральну реакцію (рН=6,5-7) і не містити солей, що ускладнюють розвиток кореневої системи. Товщина шару субстрату не повинна бути більше 8 см.
Висаджують тюльпани у скриньки в суміш землі, піску і перегною в рівних частинах. Щоб виростити тюльпани в теплиці, їм потрібно спочатку забезпечити температуру близько 12°С. Це найкраща температура для проростання та закладки квіткових бутонів. А після проростання і бутонізації її підвищують до 17-18°С. Коли цибулини почнуть проростати і дають паростки близько 5 см, скриньки переносять у теплицю. Строки вигонки в теплиці залежать від бажаних строків цвітіння. У середньому на вигонку потрібно 15-20 діб.
Зрізання та зберігання. Квіти зрізують у фазі бутонізації, коли бутон починає набувати забарвлення вранці до поливу зі всіма листками біля основи стебла і поміщають в приміщення при температурі 5-6 °С. Якщо зрізка вийшла недостатньо високою, і надалі не планується збереження цибулин після вигонки, висмикують рослини цілком, разом з цибулиною. Зрізавши дінці і очистивши стебло від цибулинних лусок, можна подовжити зрізку на 5 см-. В господарствах, де вирощується велика кількість рослин використовують спеціальне обладнання для зрізки та упакування тюльпанів.
Існує два способи зберігання зрізаних тюльпанів — сухий і у воді. При необхідності тривалого зберігання потрібно віддавати перевагу першому. І в тому, і в іншому випадку рослини продовжують зростання, тому рекомендовано залишати простір при укладанні зрізки в ящики.
Сухе зберігання: Зрізані квіти загортають у папір (10-50 шт) і поміщають в темний холодильник без води при температурі 2-3°С і вологості повітря 96-98 %. В цих умовах квіти можуть зберігатися протягом 2 тижнів, повільно продовжуючи зростання, не втрачаючи при цьому декоративних якостей.  Перед роботою з квітами зрізи стебел оновлюють, знову загортають у папір і ставлять у воду.
Зберігання у воді: Витримати  рослини в холодній воді добу при температурі  8°С, а краще 0,1 % розчині кальцієвої селітри. Стебла набувають міцність, а квіти зберігаються довше. Якщо квіти зацвіли рано, можна зберігати їх 1,5-2 тижні у воді зі снігом, в темряві при температурі  20°С.

## Цікаві відомості

### Тюльпани допомогли їм вижити
Упродовж останніх місяців Другої світової війни в Європі через блокаду нацистів були перекриті всі водні шляхи, якими перевозили їжу до головних міст західної частини Нідерландів.
Зазвичай людина потребує десь 1600—2800 калорій на день, але станом на квітень 1945 року, денний раціон деяких осіб, які проживали в Амстердамі, Делфі, Гаазі, Лейдені, Роттердамі та Утрехті, становив близько 500—600 калорій. Тому багато-хто в той час їв цибулини тюльпанів. Вони були дуже жорсткі. І хоч їх варили на малому вогні, вони не ставали м'якшими. Та все ж їх їли, ретельно пережовуючи. Через кілька днів після вживання цієї страви в людей боліло горло, і аби зменшити подразнення до цибулин додавали цукровий буряк або моркву.
Порція цибулин тюльпанів вагою 100 грамів містить 148 калорій, 3 грами білків, 0,2 грами жиру та 32 грами вуглеводів. Власне, саме завдяки цим огидним на смак цибулинкам багато людей в Нідерландах пережило голод.
У романі Дюма-батька "Чорний тюльпан" (https://fr.wikipedia.org/wiki/La_Tulipe_noire_(roman)) дія відбувається за часів тюльпаноманії (водночас це період перед та після убивства оранжистами братів де Віттів) та однією з основних сюжетних ліній є вирощування чорного тюльпана. Крім того, у фільмі (https://fr.wikipedia.org/wiki/La_Tulipe_noire_(film)) з такою ж назвою (сюжет не має нічого спільного) персонаж Алена Делона використовує квітку чорного тюльпана в якості свого символу та своєрідної чорної мітки. Також у французькій армії "Тюльпан" є прізвиськом хороброго вояка (в цьому значенні тюльпан фігурує у назві фільму з Жераром Філіпом).

## Галерея

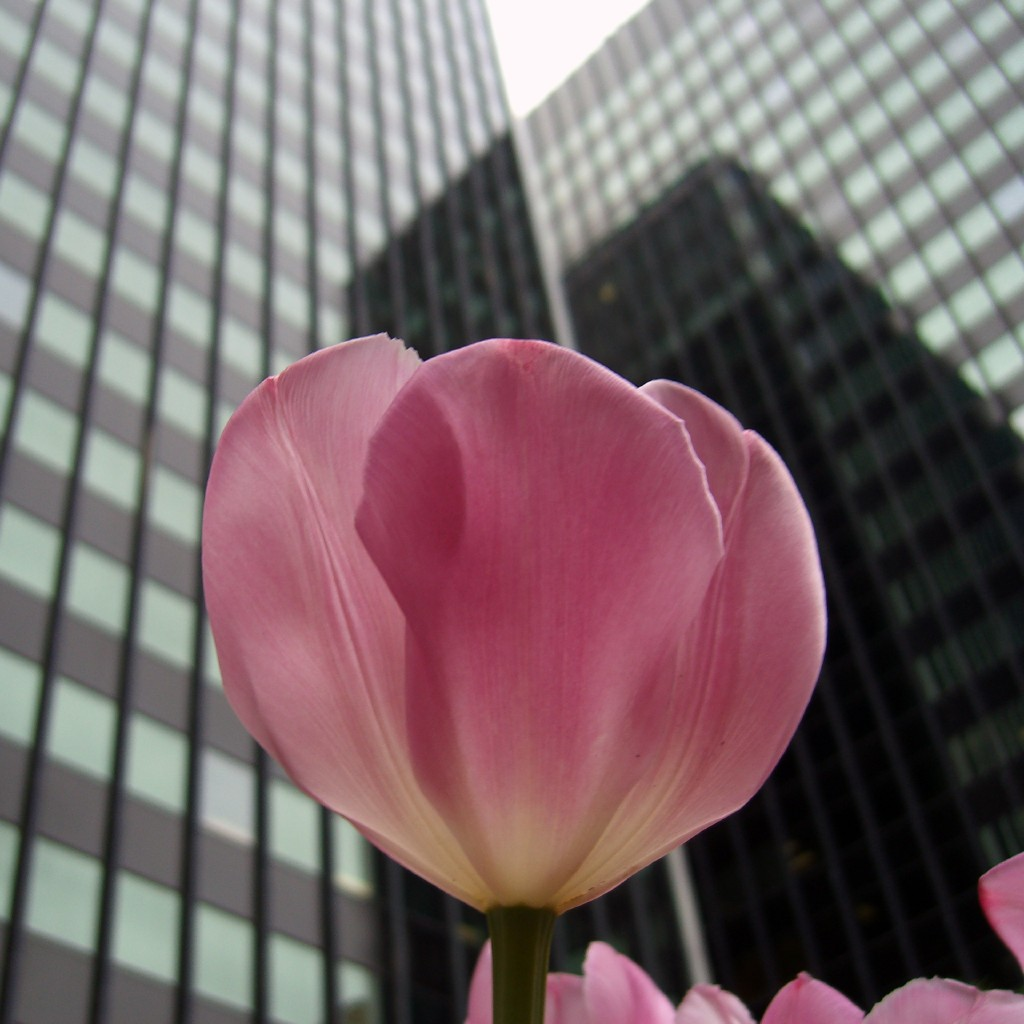
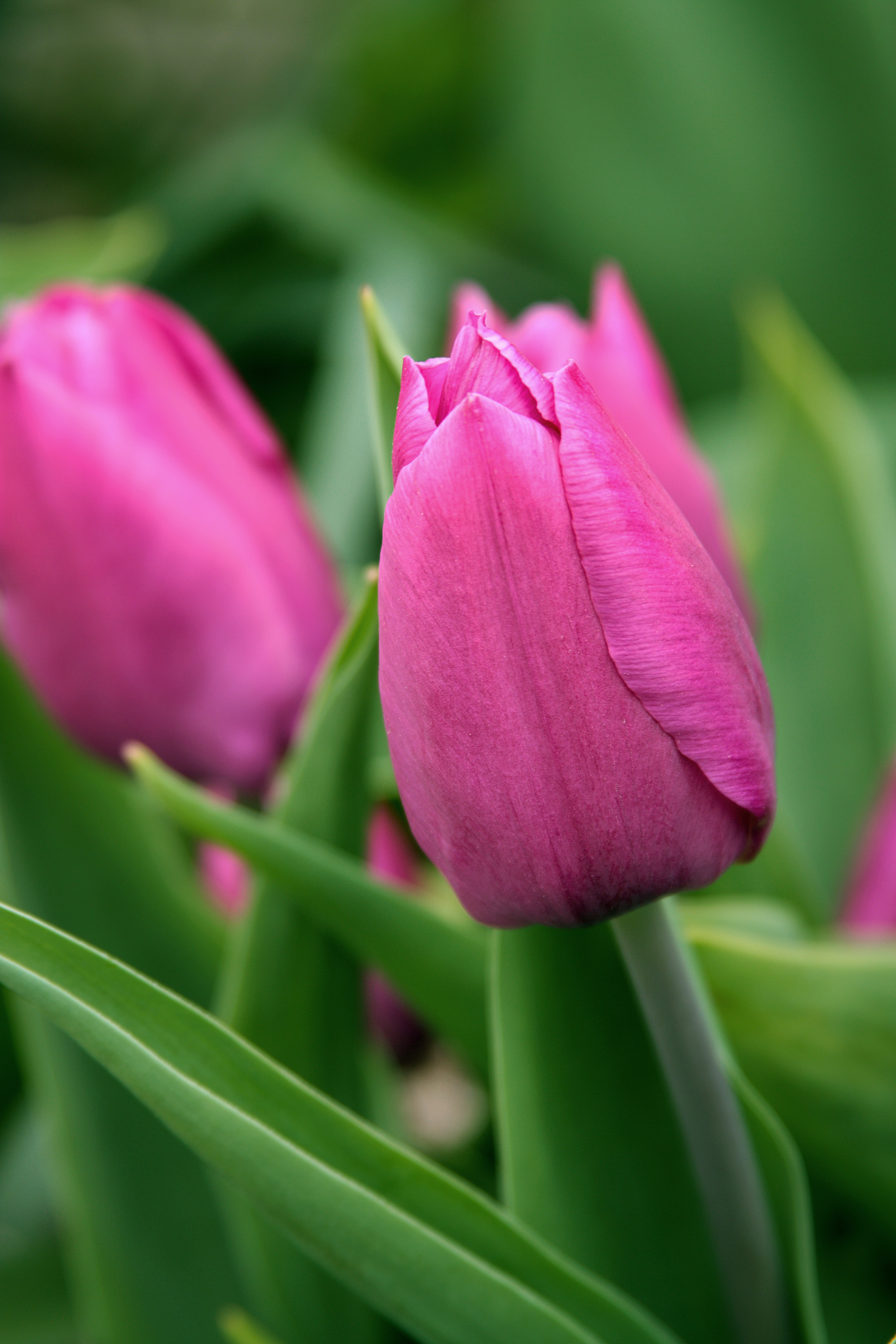
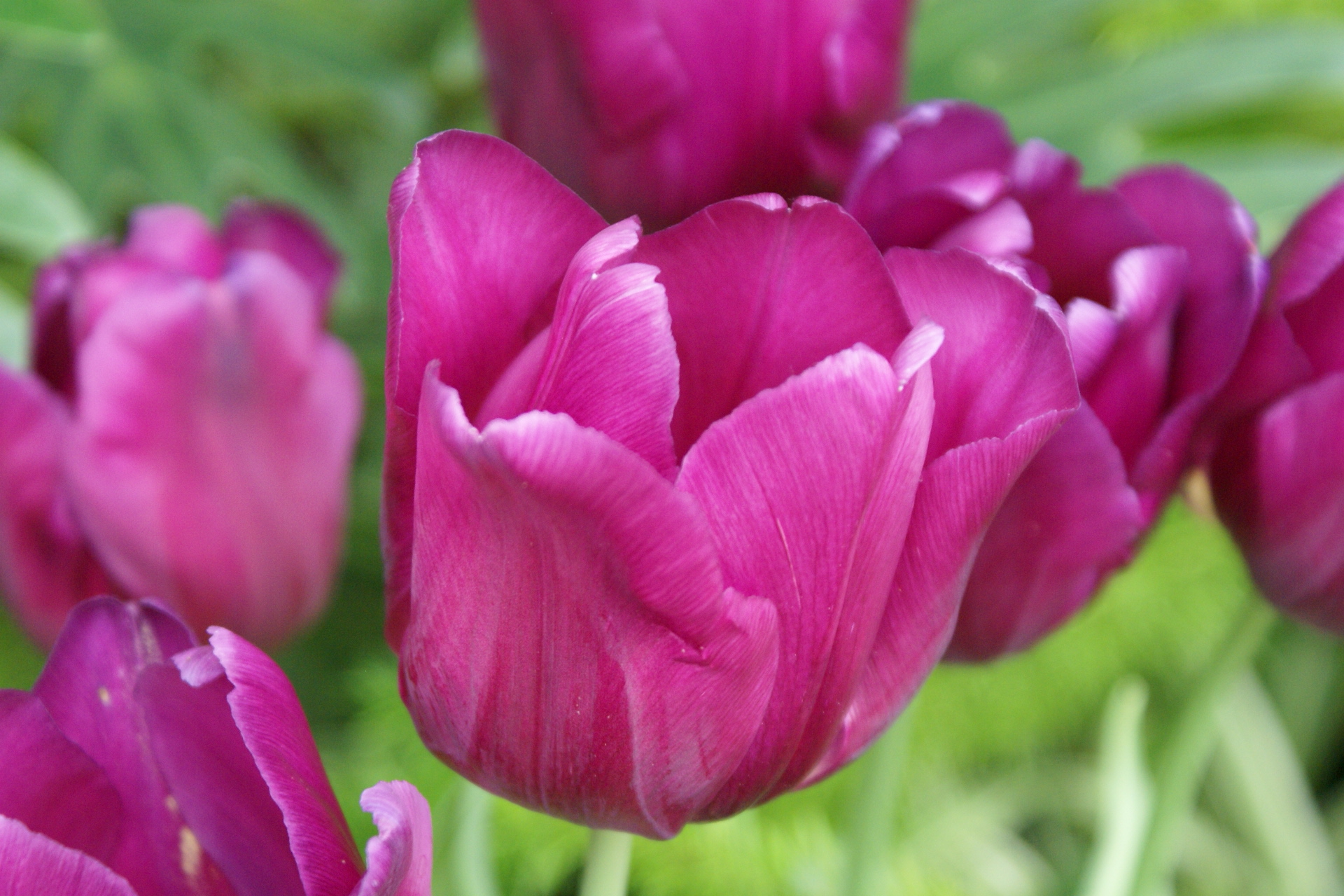
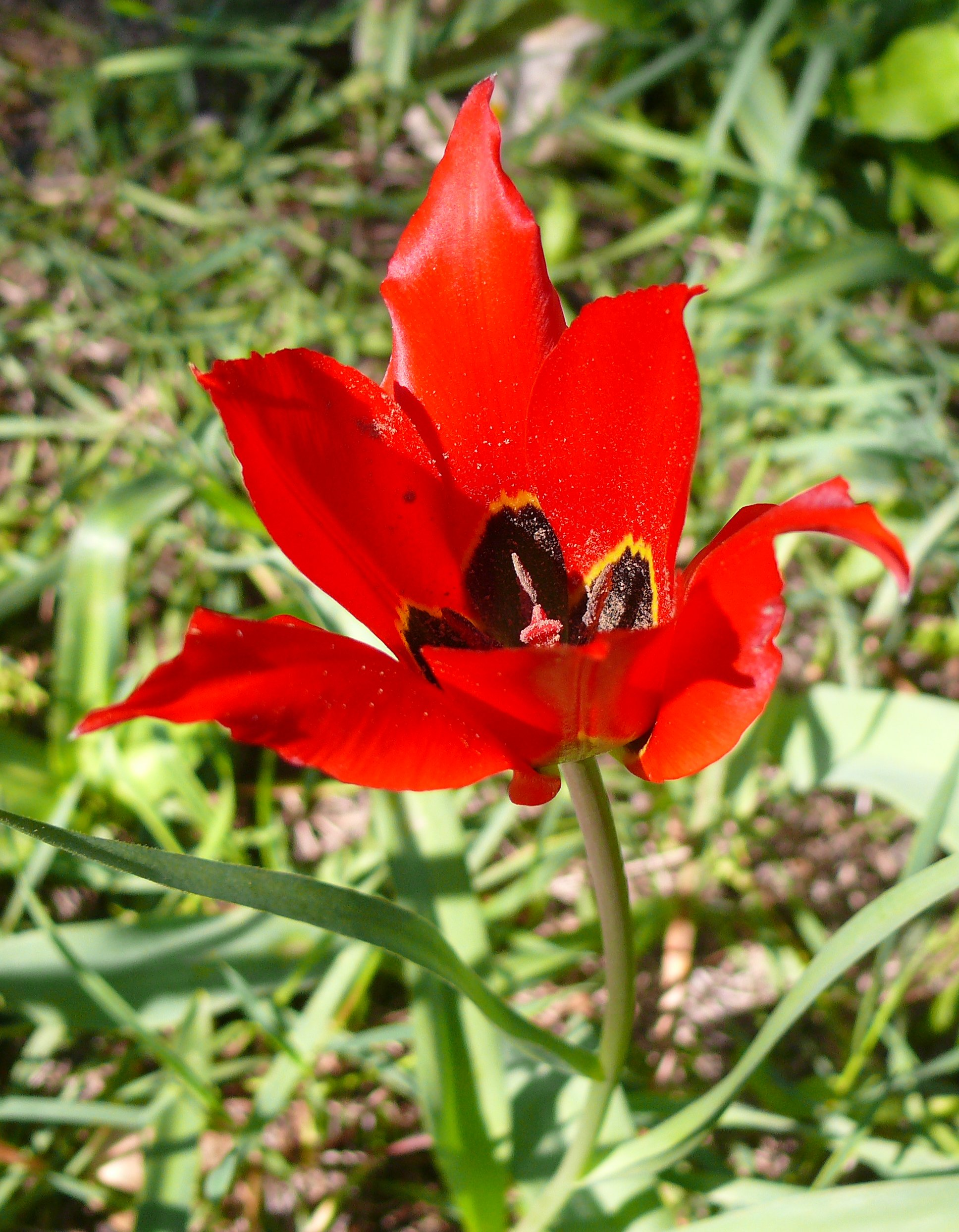
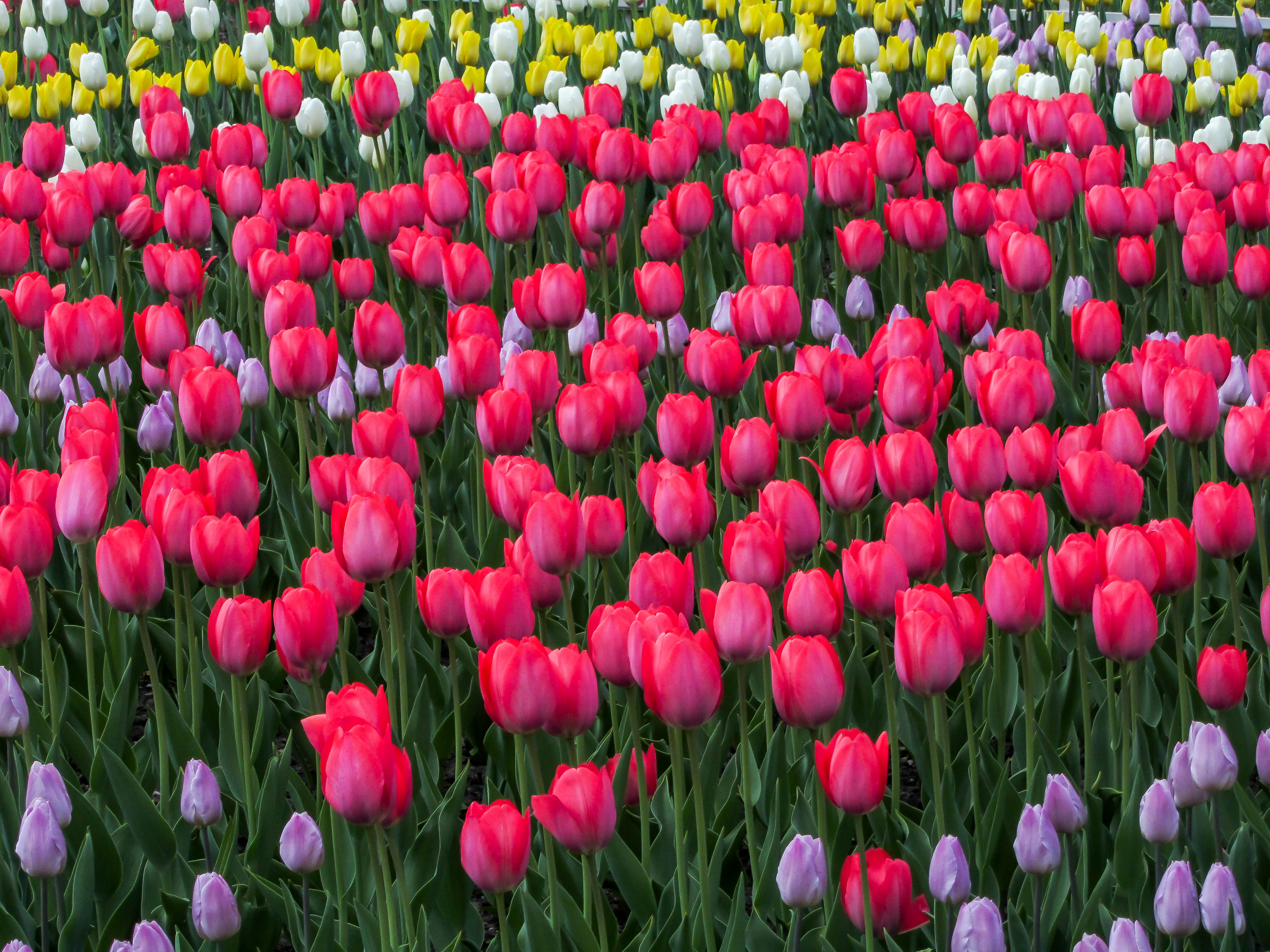
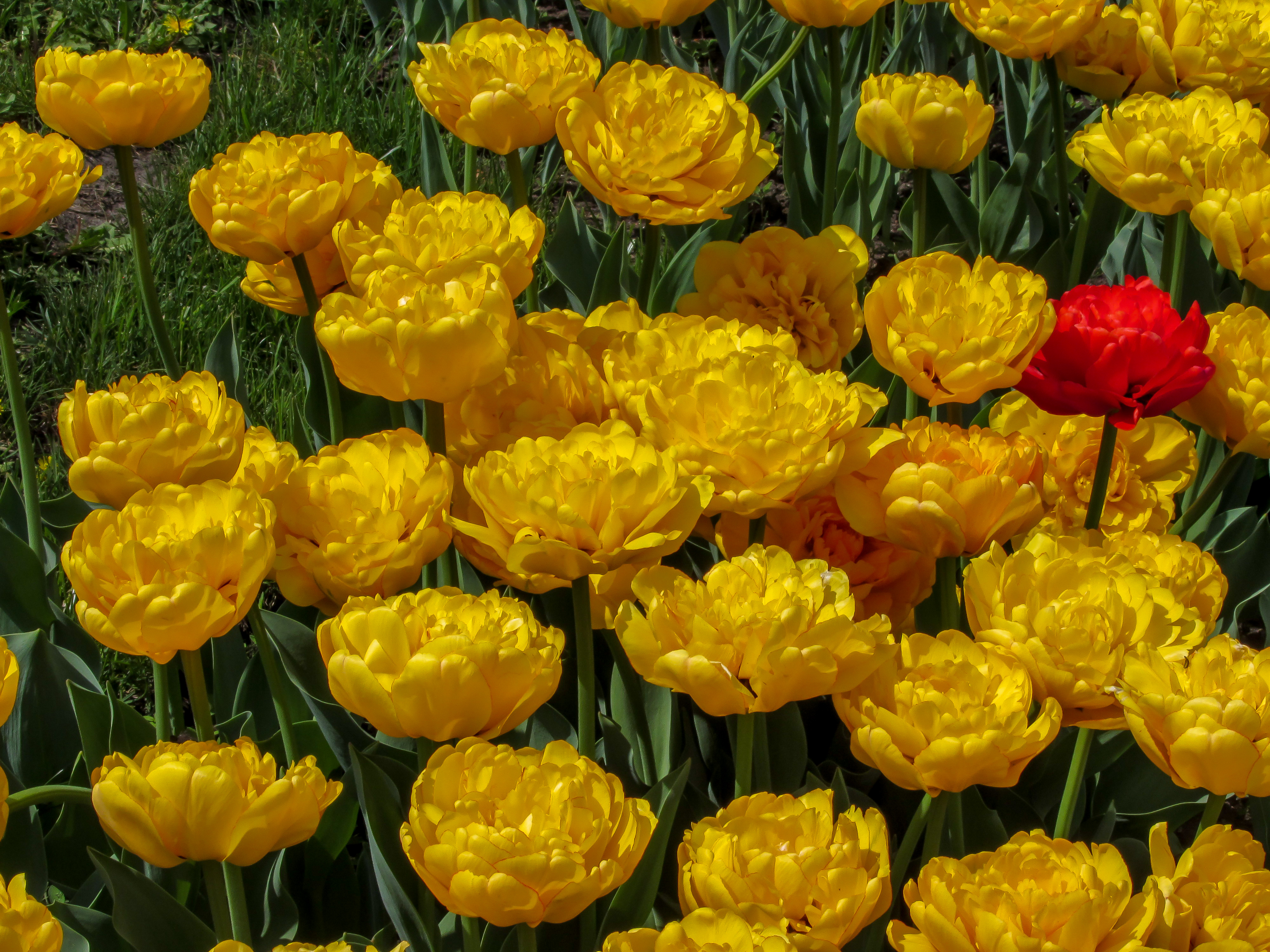
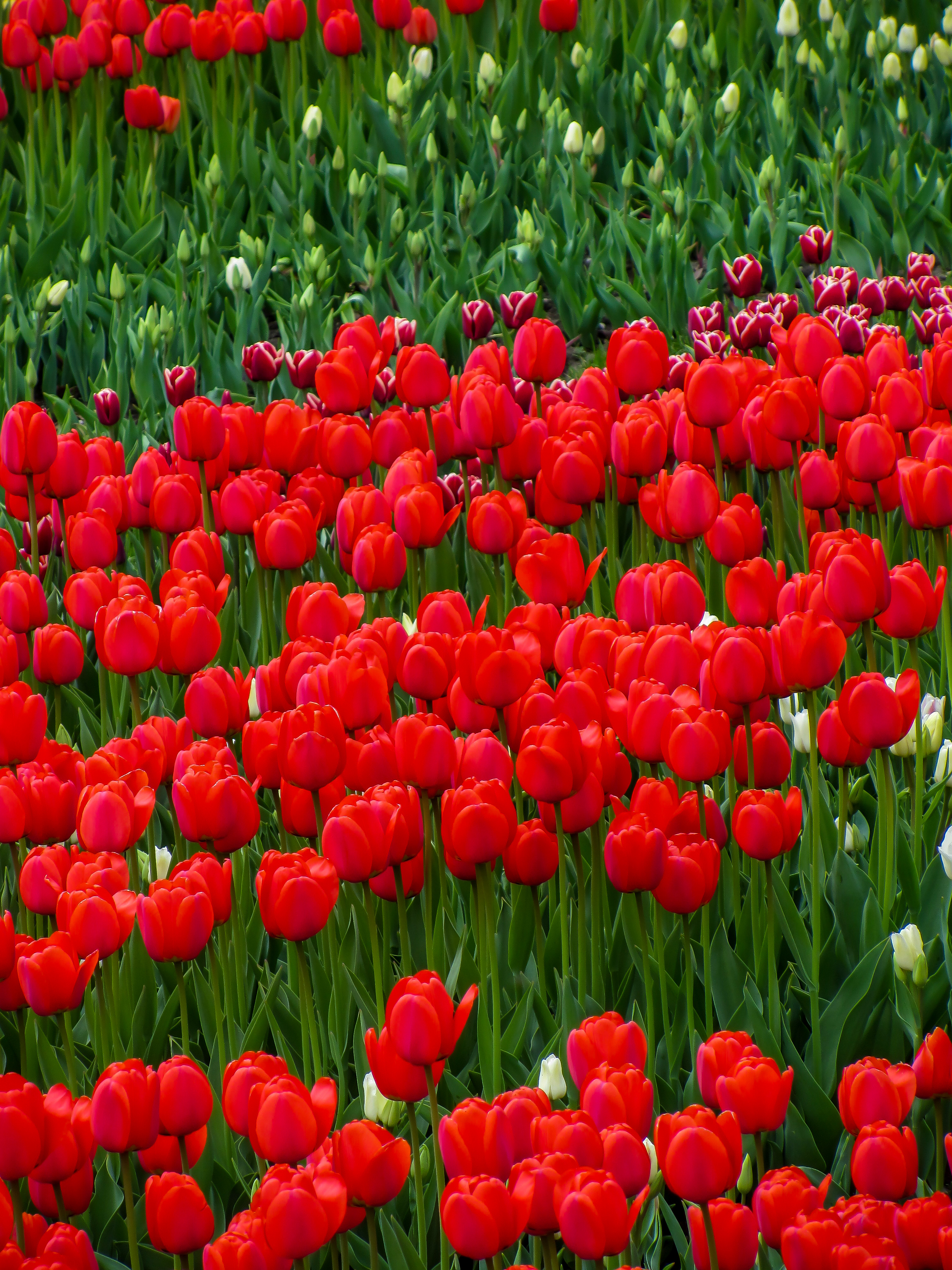
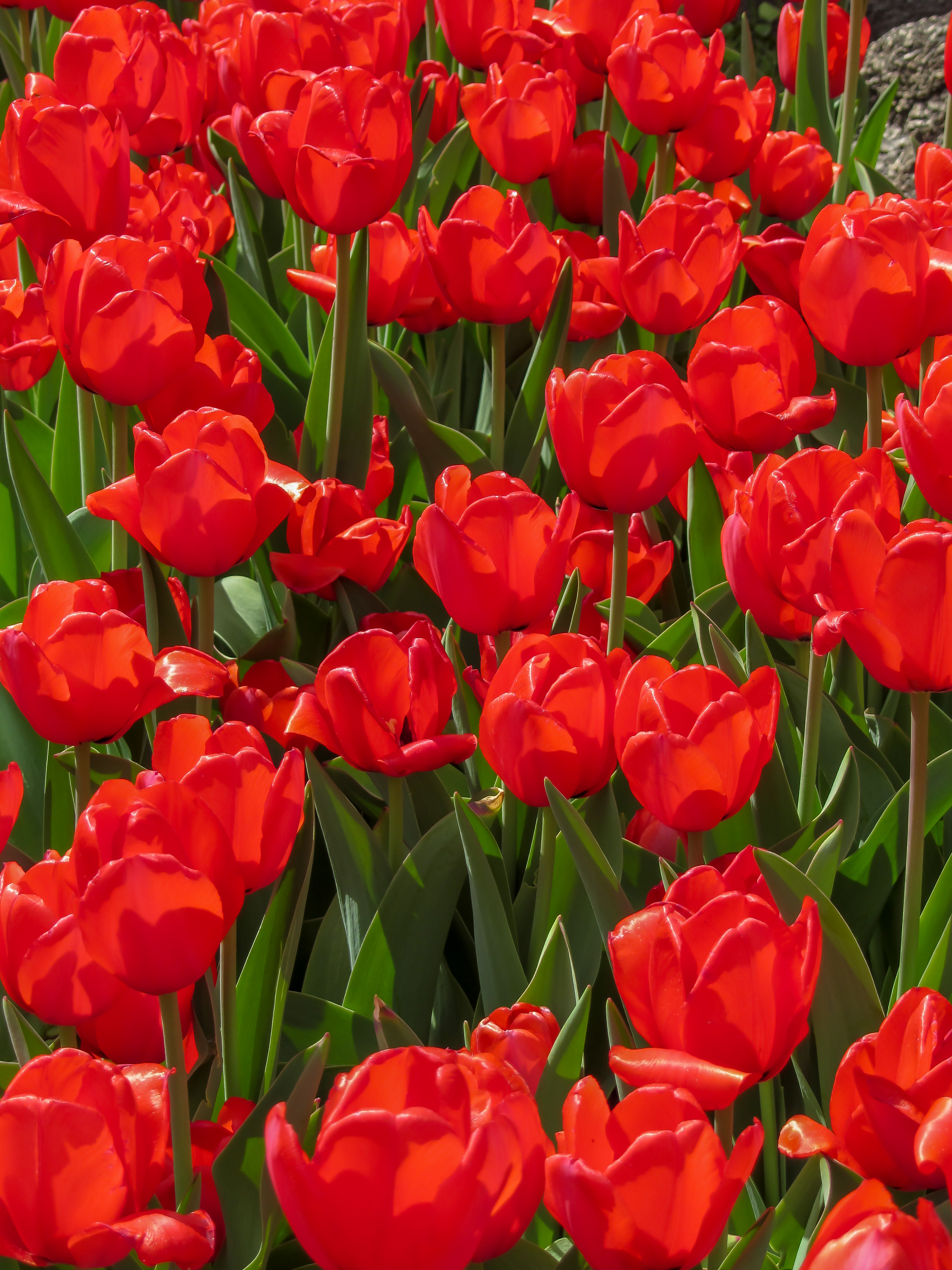
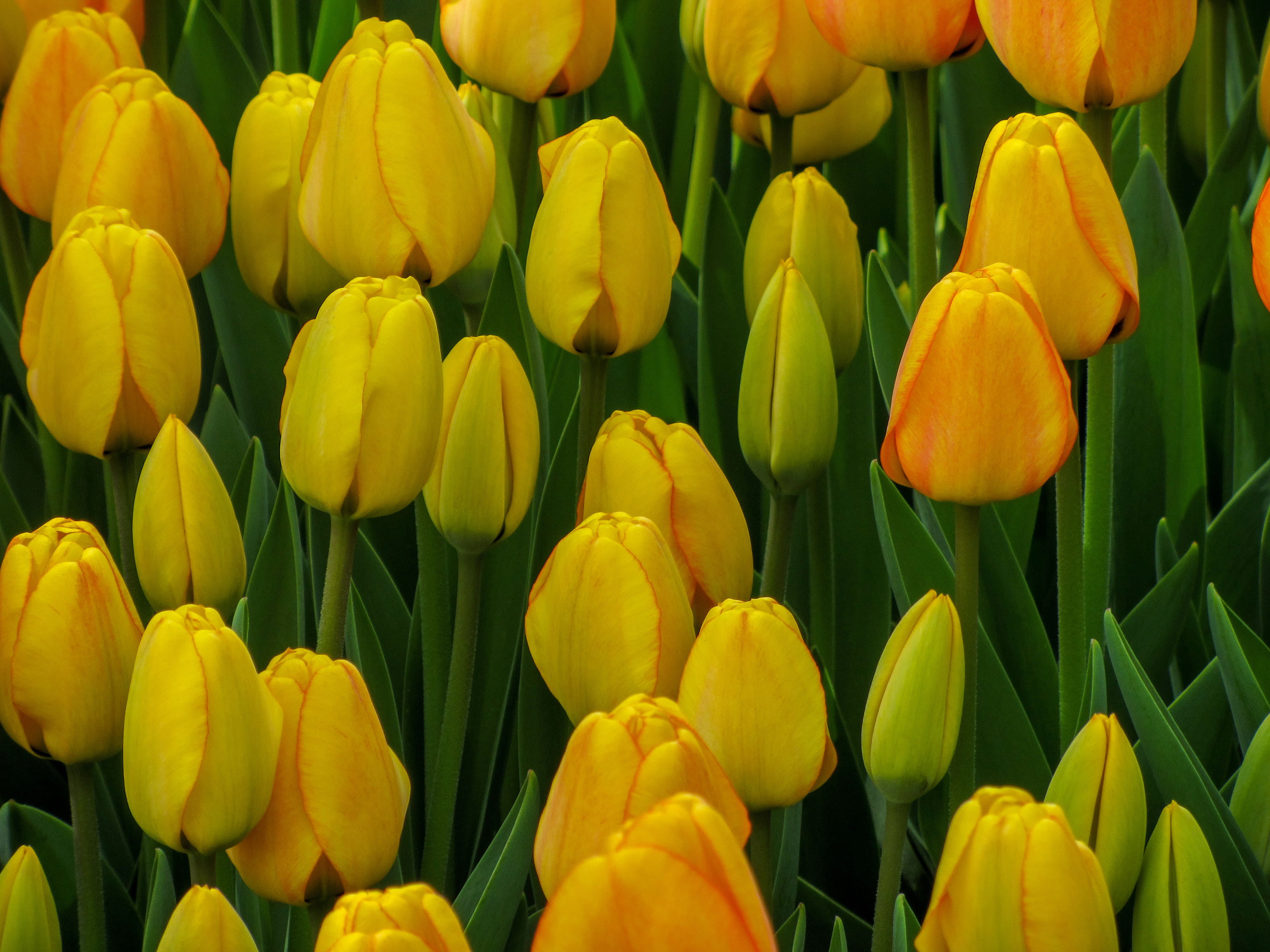
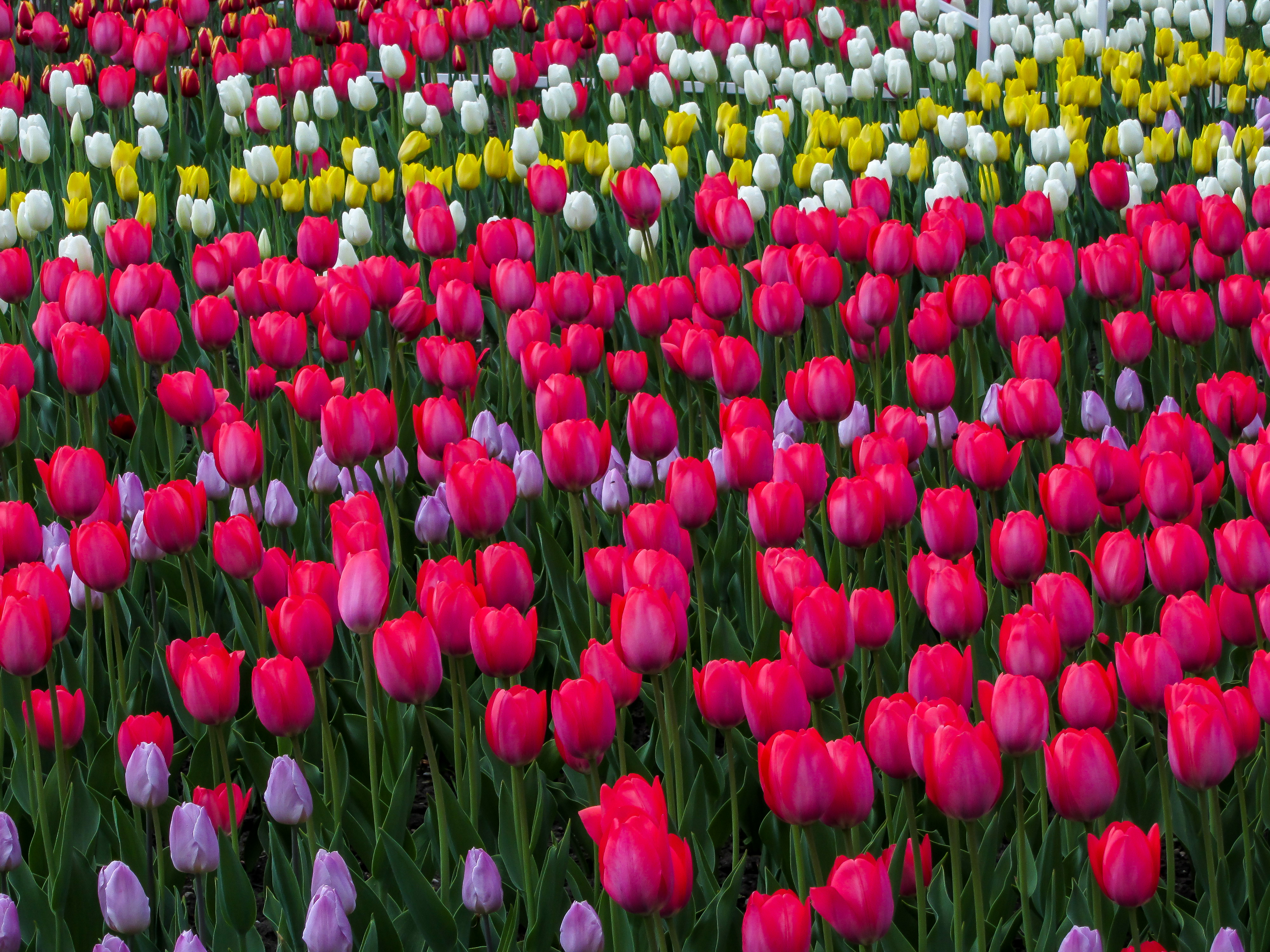
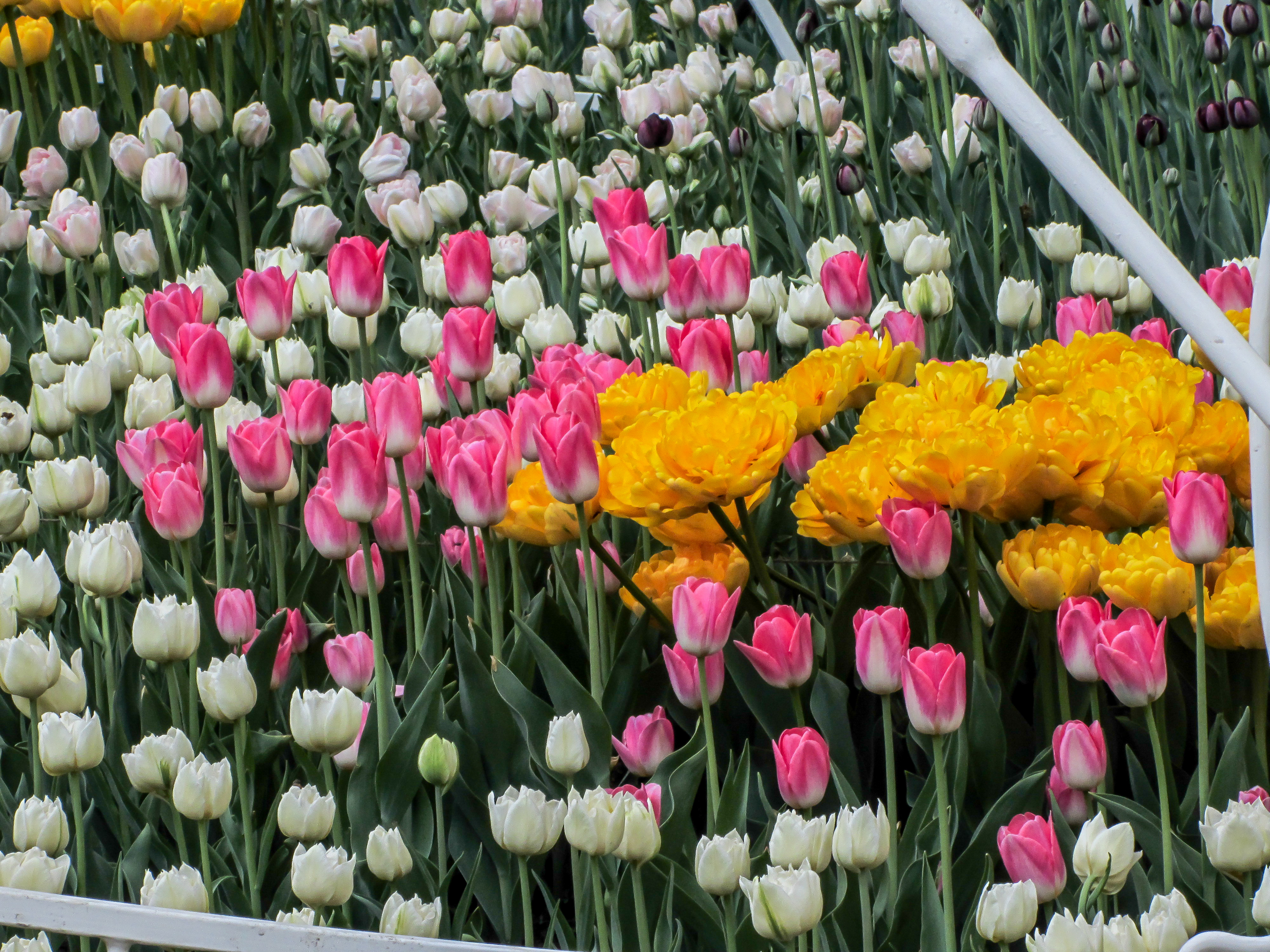
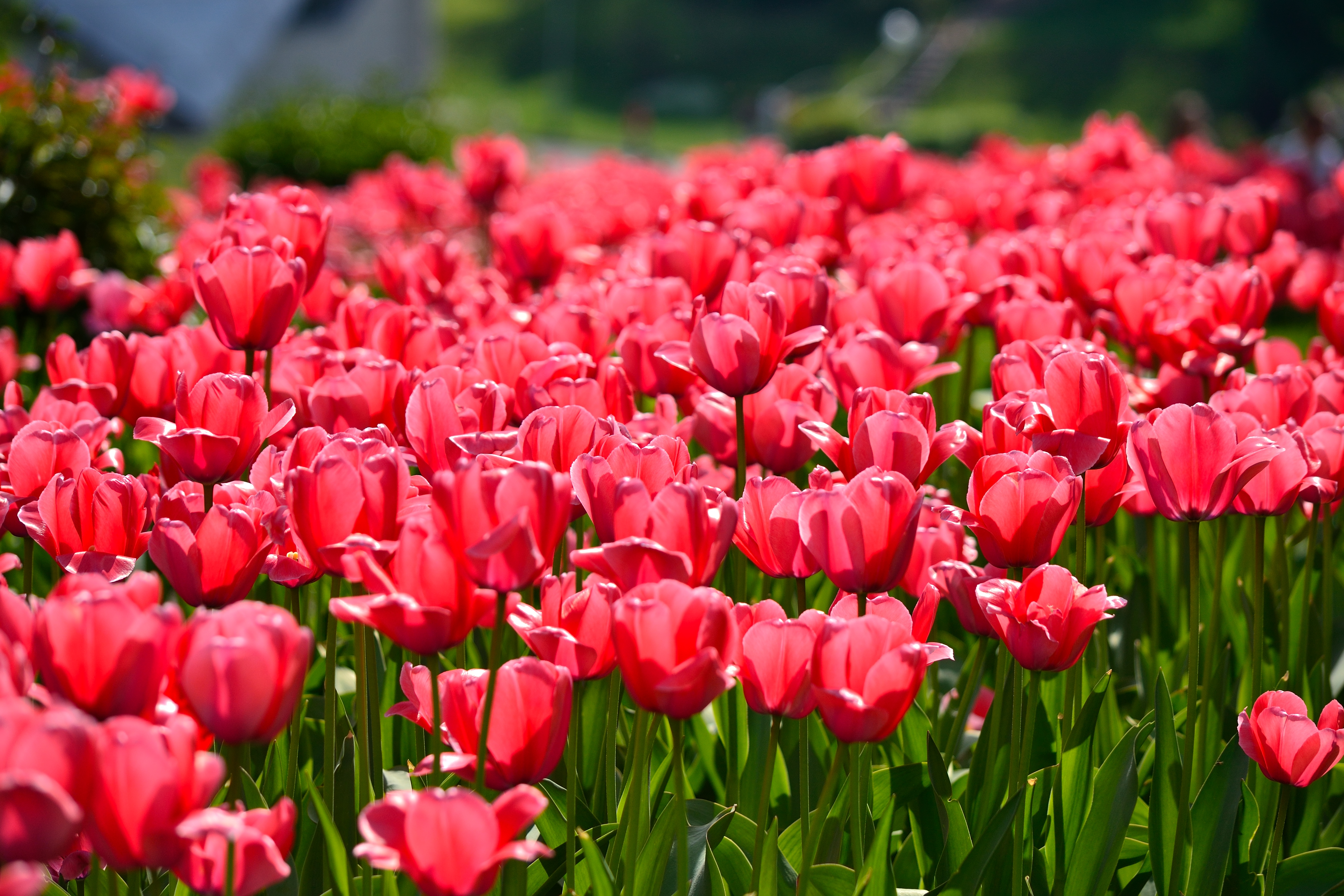
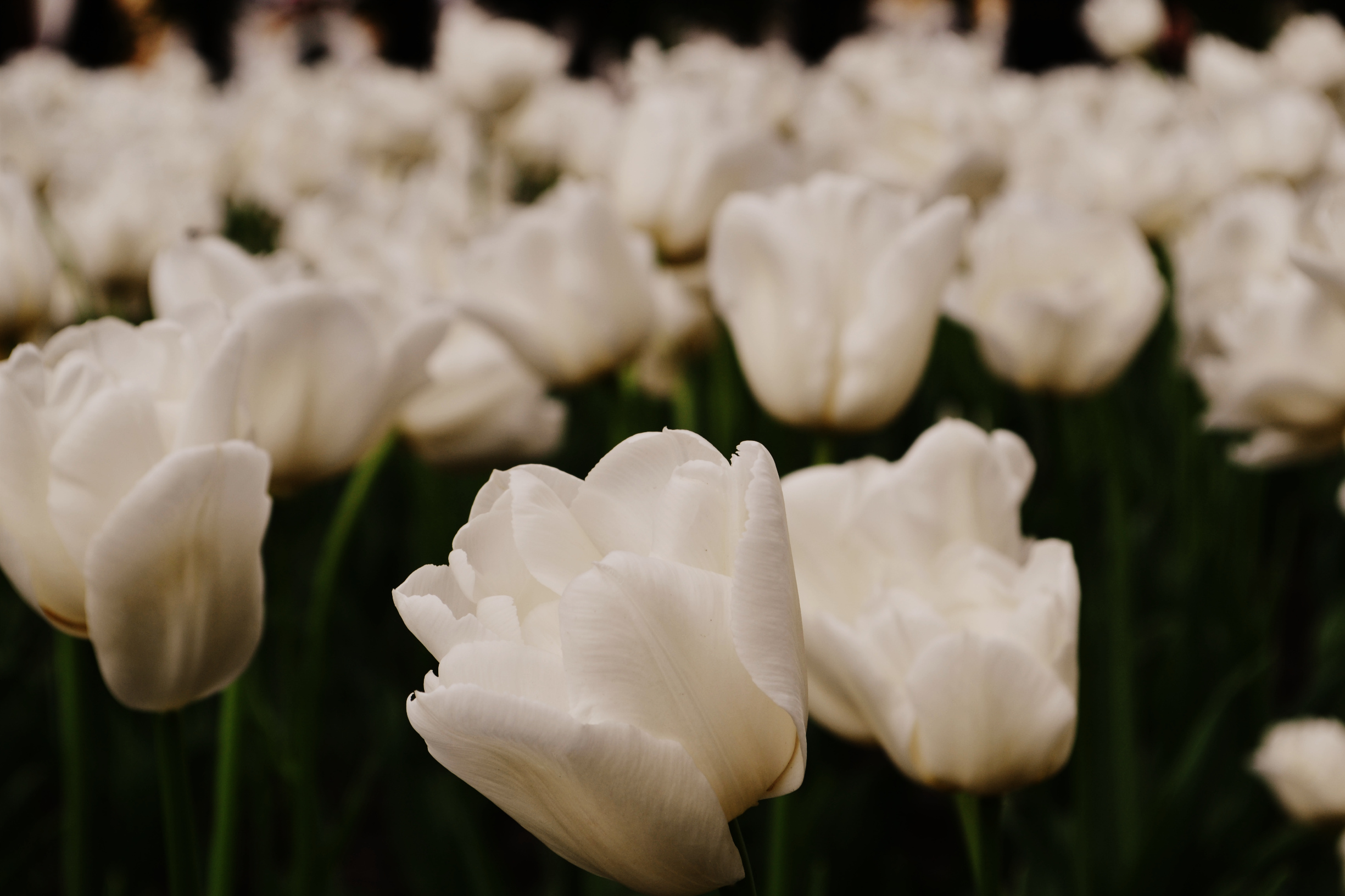
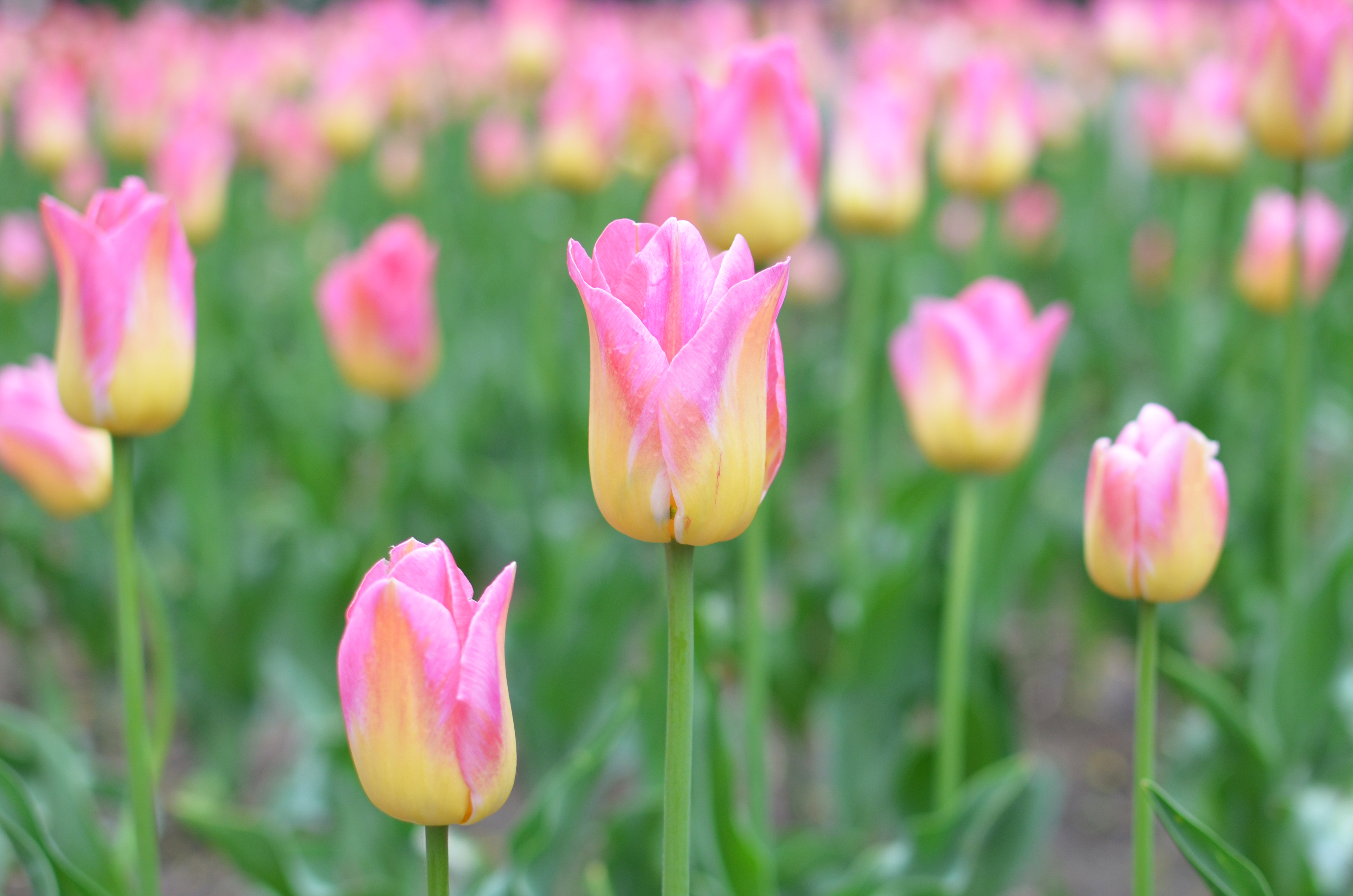
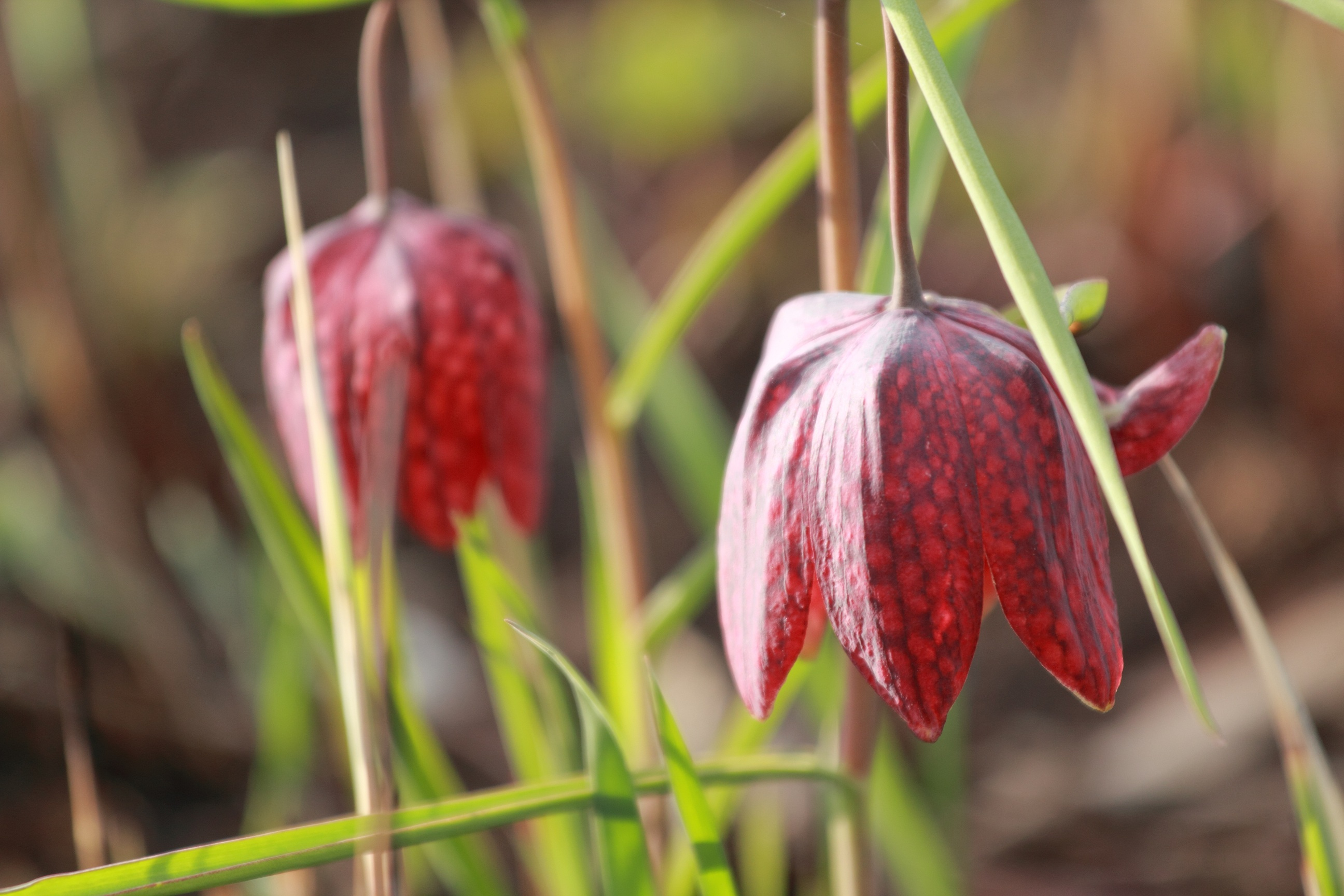
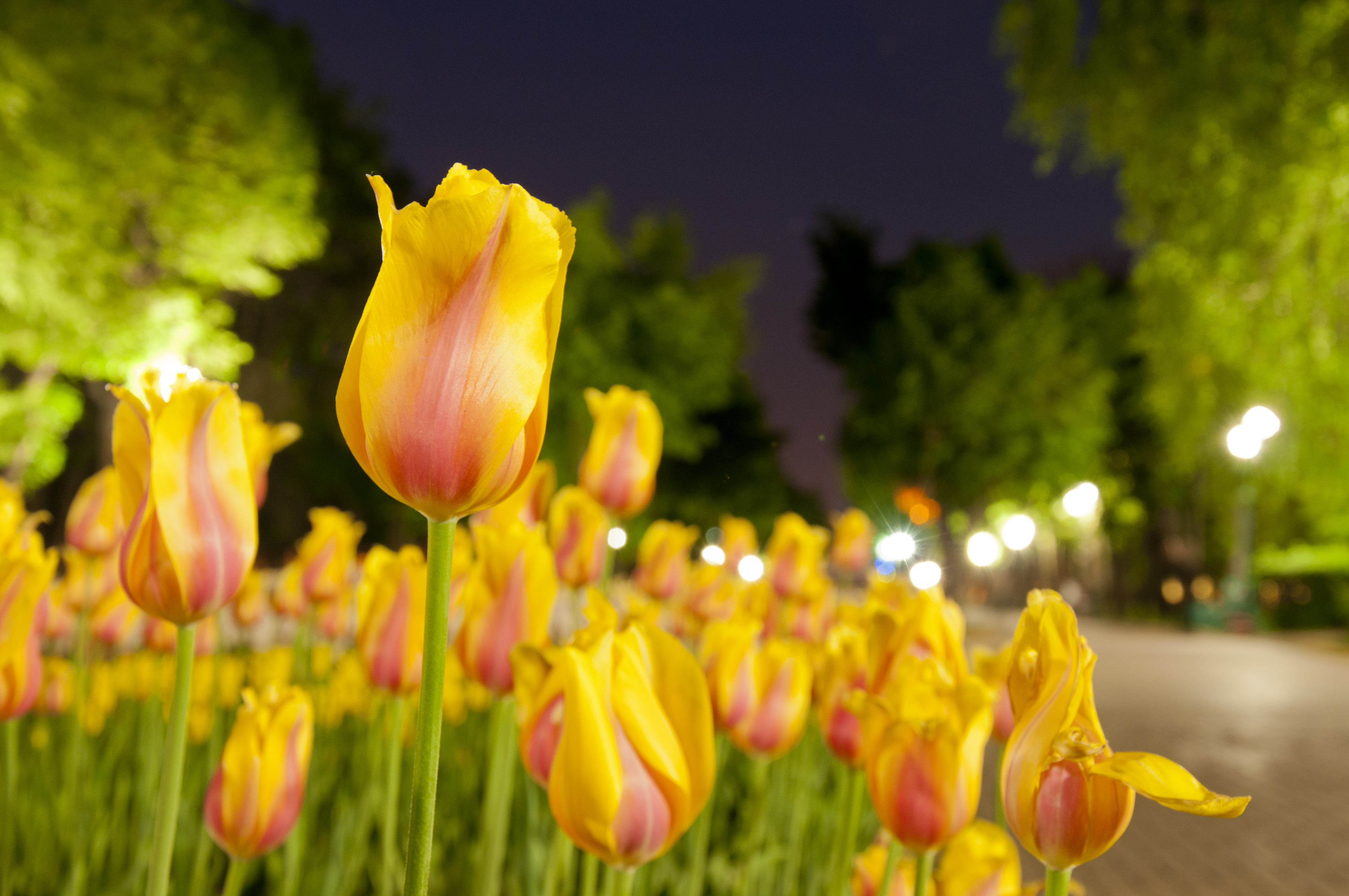
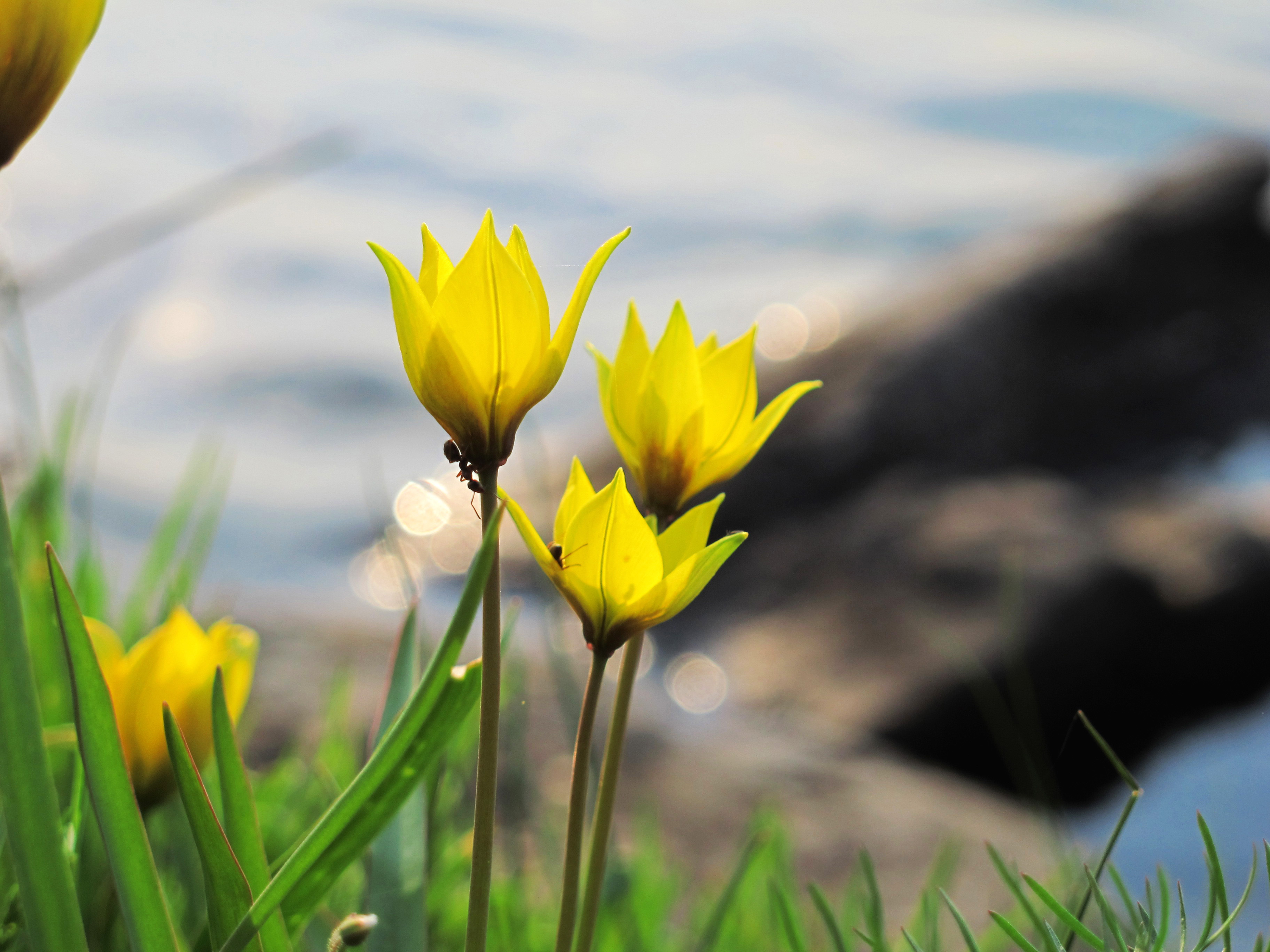
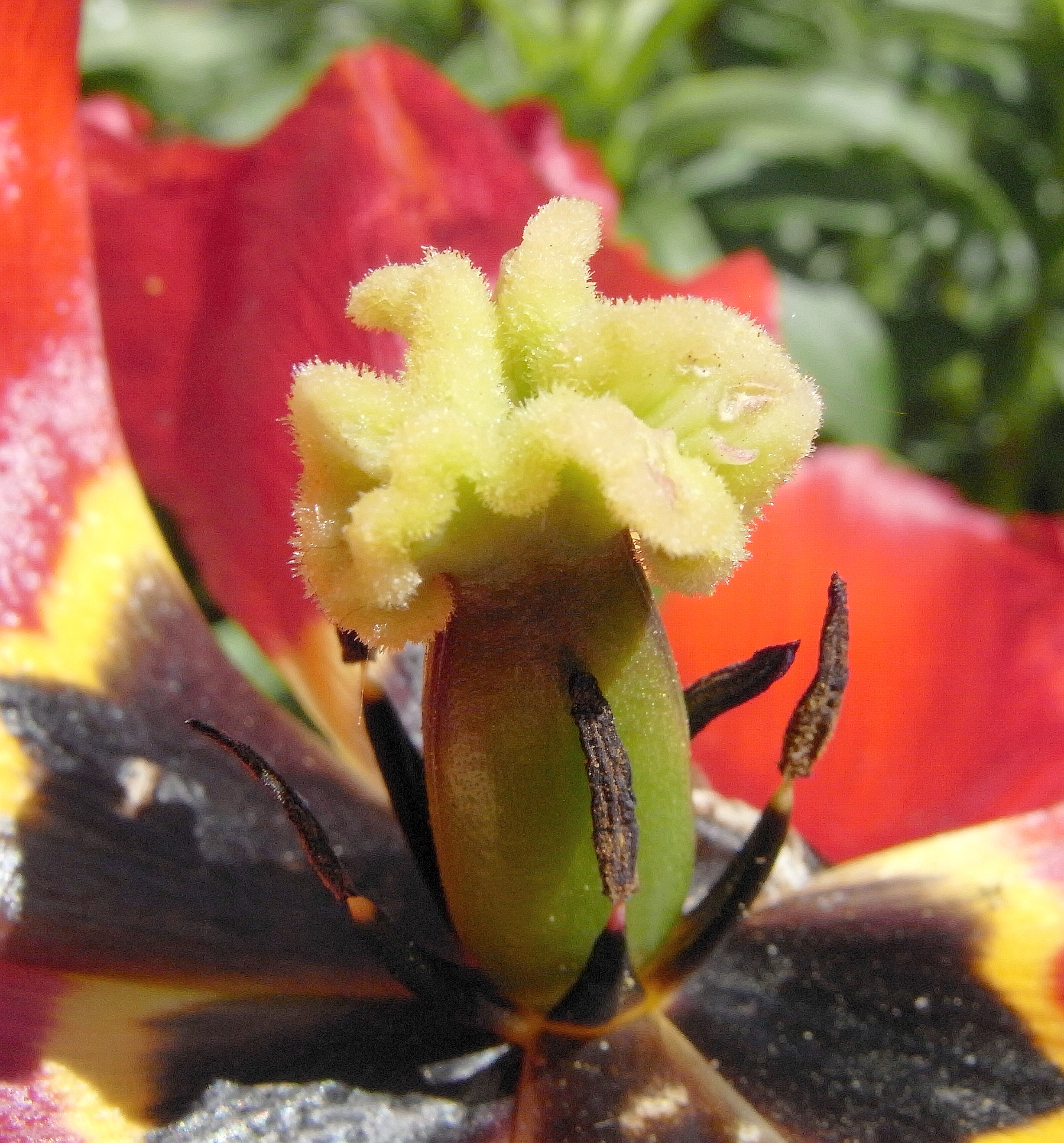
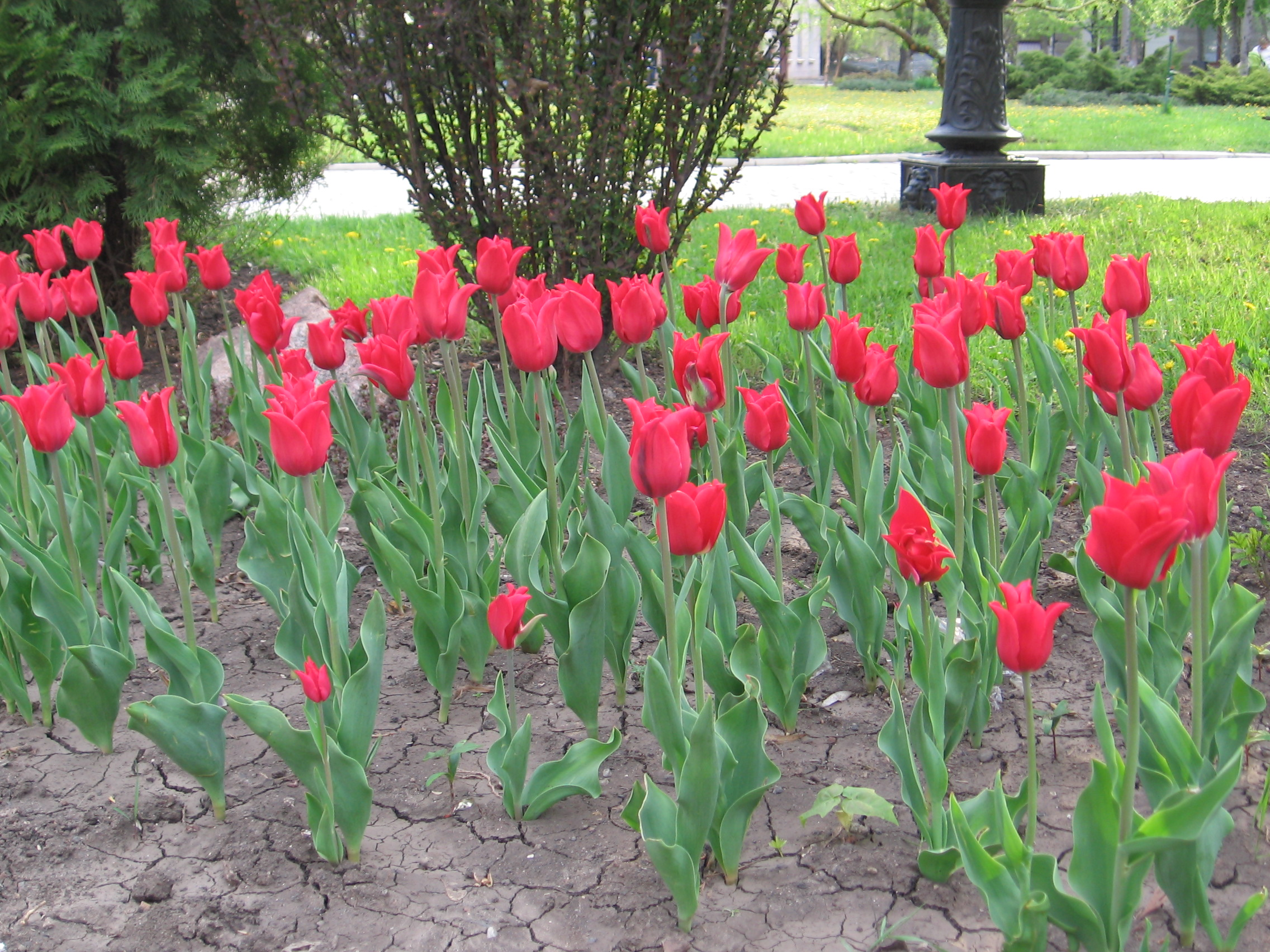
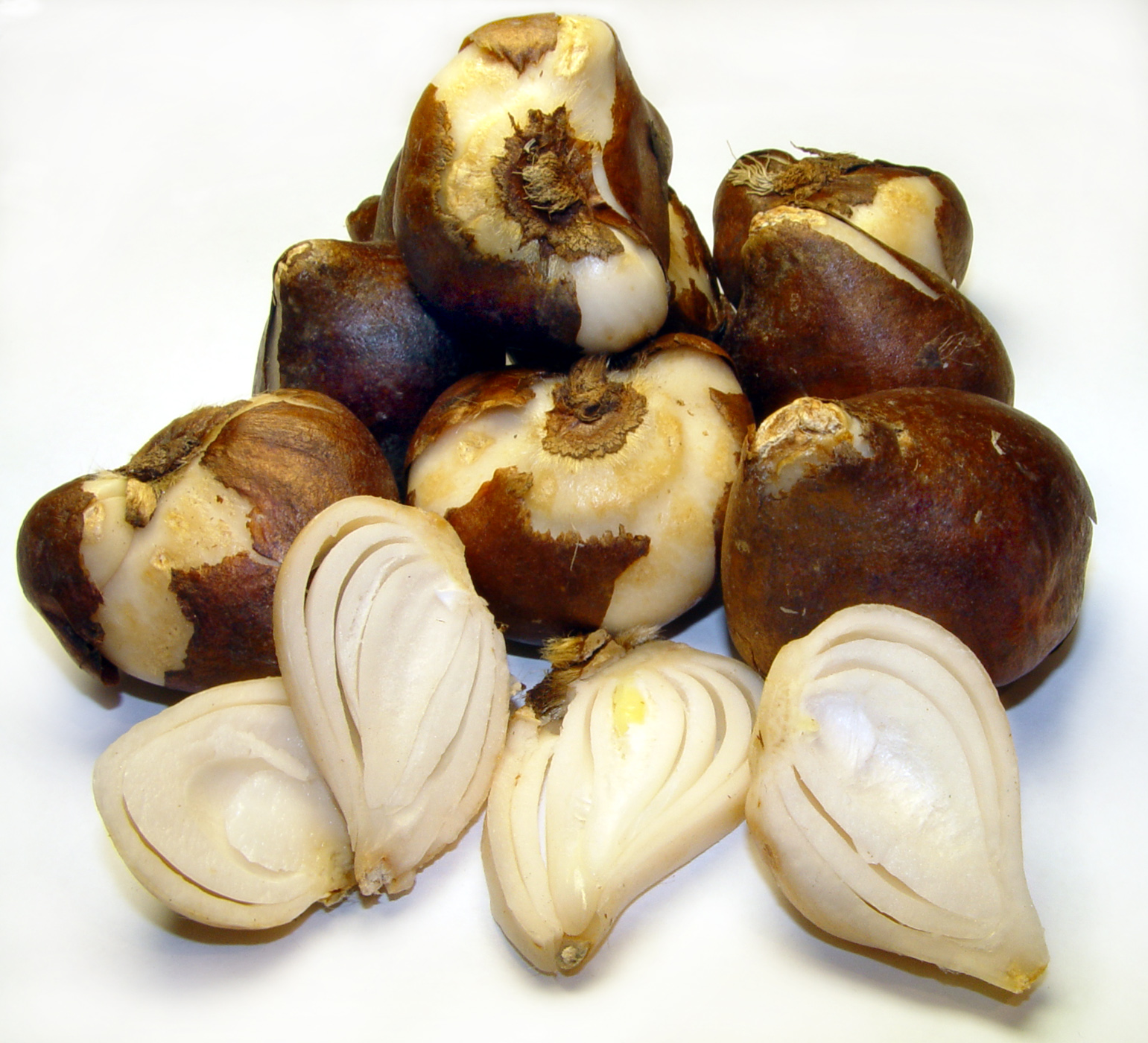

- Садовий червоний тюльпан